# 泰伊沙尼鄉
45°14′07″N 26°00′47″E / 45.2352°N 26.013°E
泰伊沙尼鄉（羅馬尼亞語：Comuna Teișani, Prahova），是羅馬尼亞的鄉份，位於該國中南部，由普拉霍瓦縣負責管轄，面積29平方公里，海拔高度511米，2007年人口3,938，人口密度每平方公里134人。